# Linfología
La linfología es la disciplina médica que estudia el tejido linfático que comprende la linfa, los ganglios linfáticos y vasos linfáticos. También se la denomina «linfangiología». Las enfermedades de este sistema linfático se conocen como «linfopatías».
Los médicos que se subespecializan en ella se denominan «linfólogos». Por lo general, también se dedican a la flebología y por ello esta actividad médica quirúrgica se denomina «flebología y linfología».